# 静謐
| ウィキペディアには「静謐」という見出しの百科事典記事はありません（タイトルに「静謐」を含むページの一覧/「静謐」で始まるページの一覧）。 代わりにウィクショナリーのページ「静謐」が役に立つかもしれません。 |